# Epomophorus wahlbergi
Epomophorus wahlbergi là một loài động vật có vú trong họ Dơi quạ, bộ Dơi. Loài này được Sundevall mô tả năm 1846.

## Hình ảnh

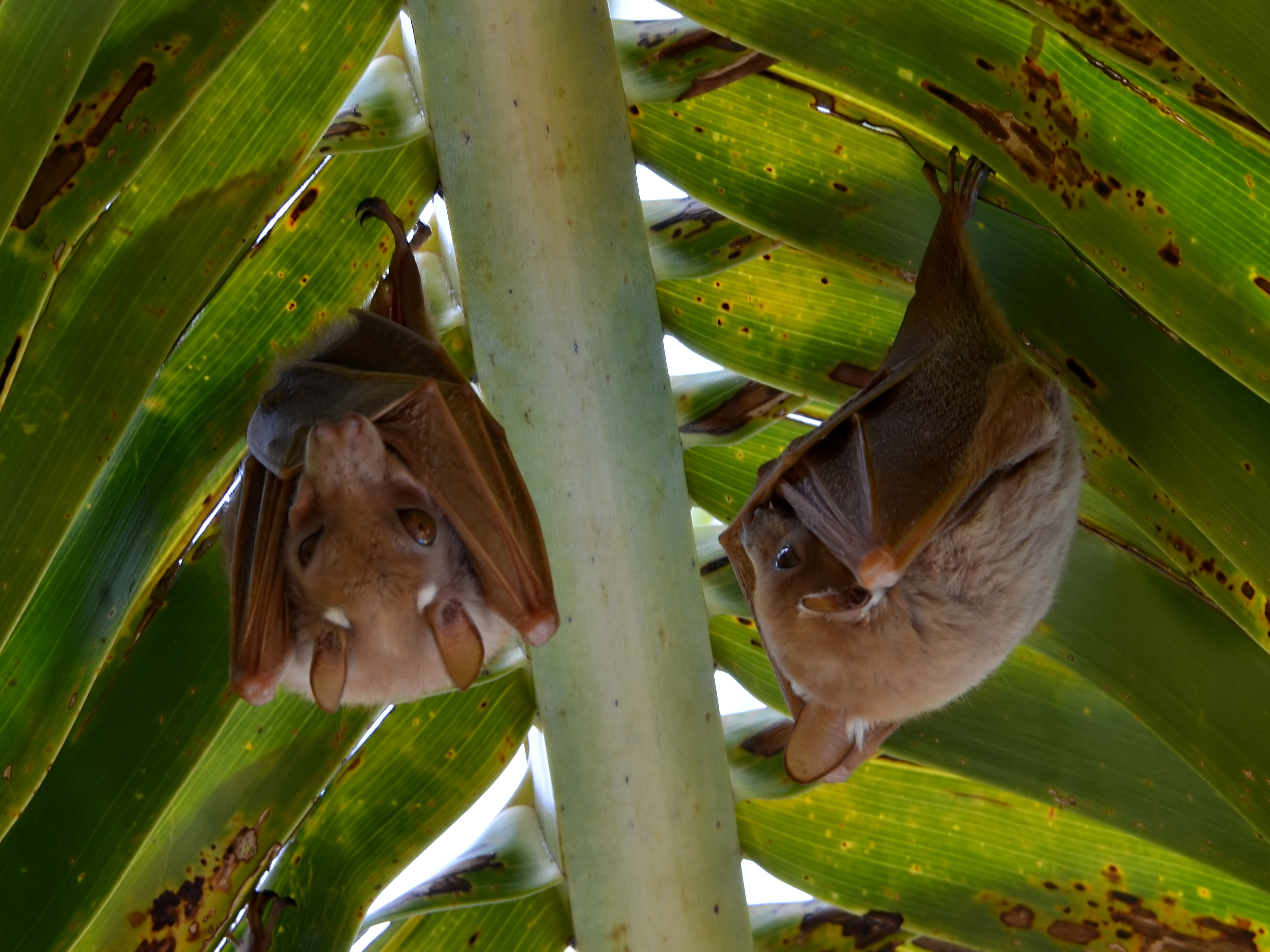
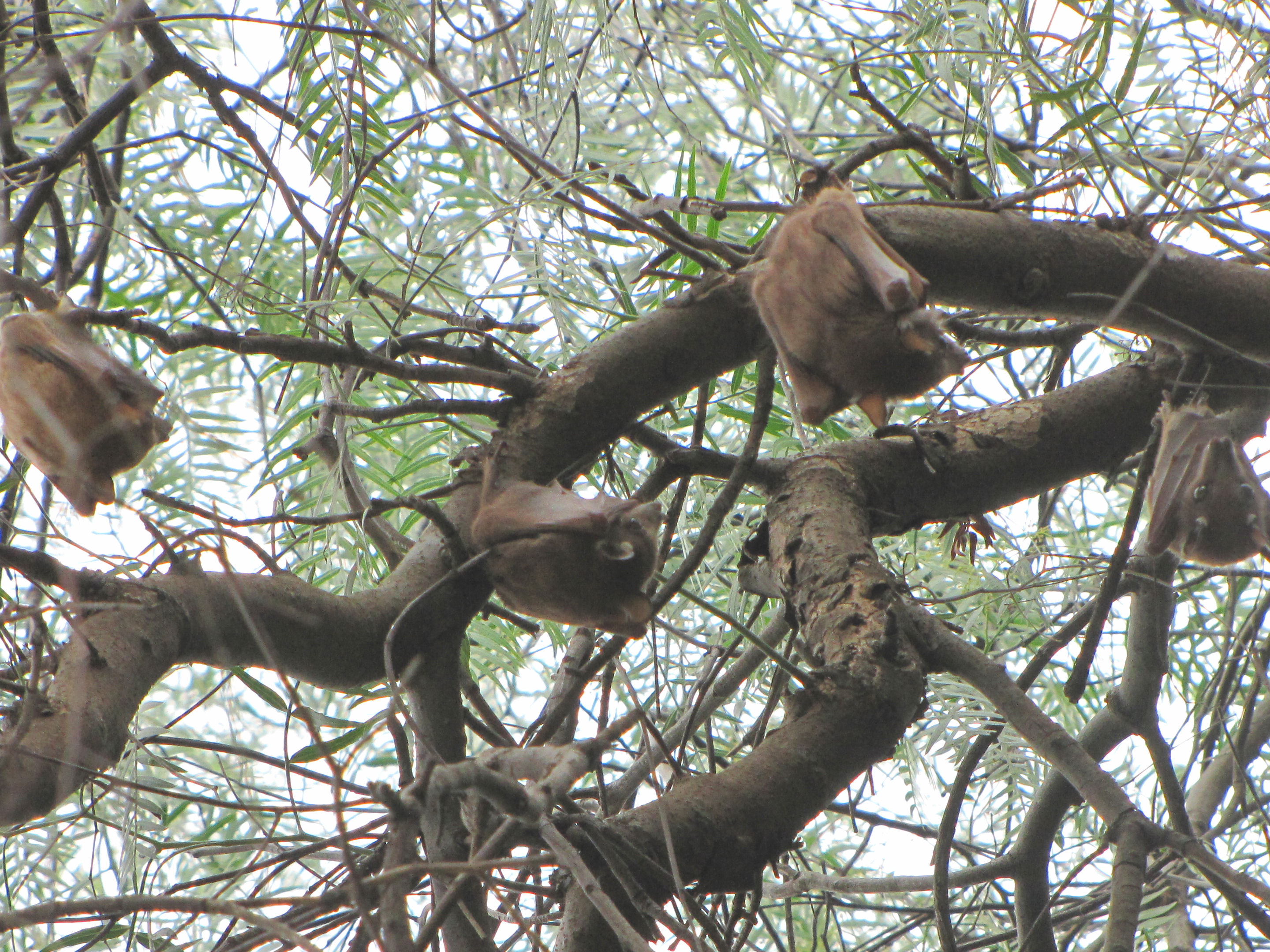
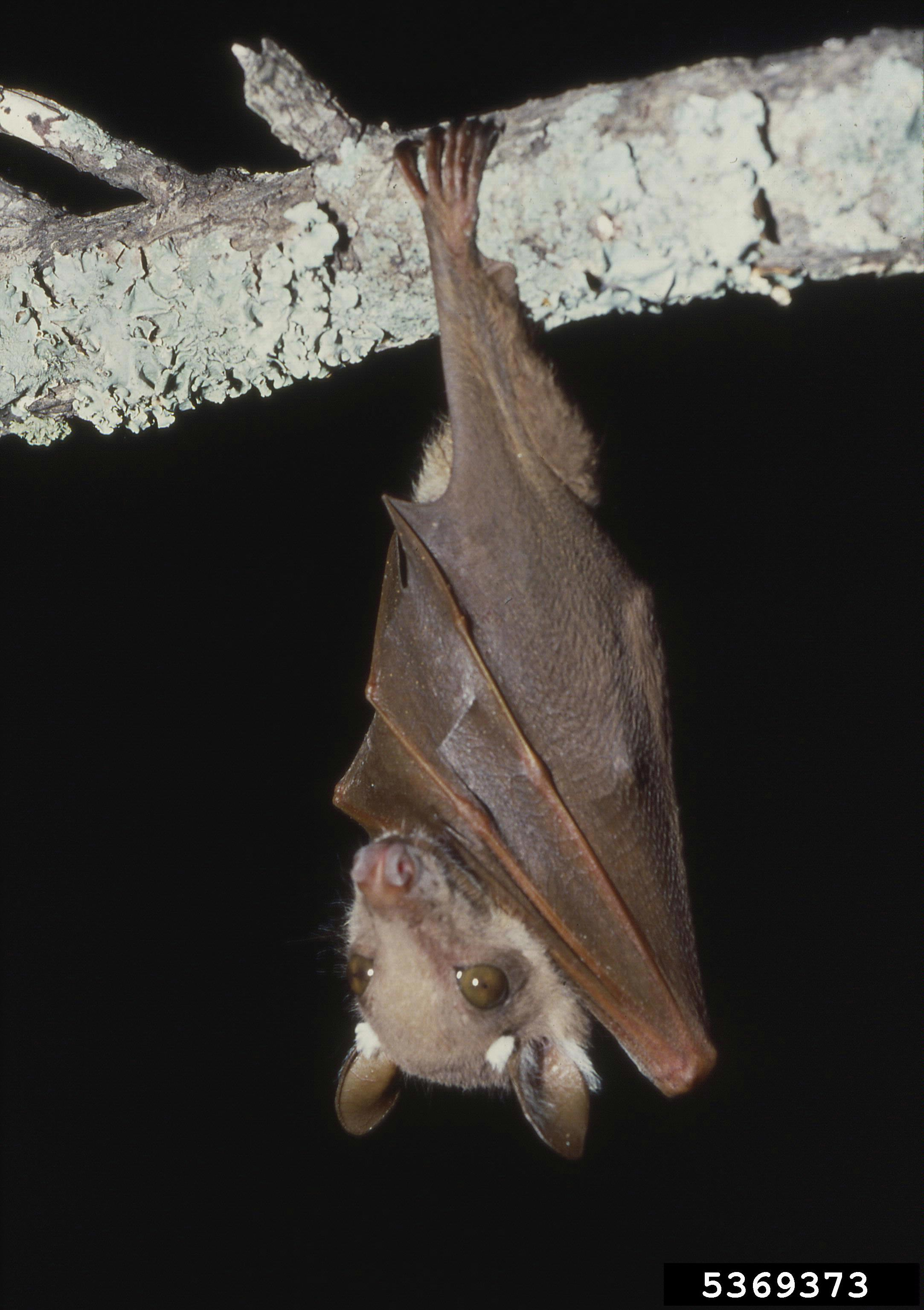
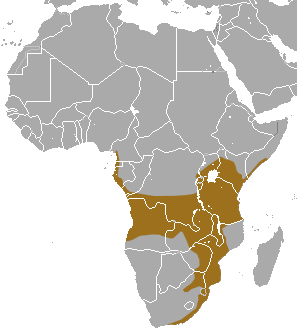